# 도망자 (1995년 영화)
《유덕화의 도망자》(광둥어: 大冒險家, 영어: The Adventurers)는 1995년에 나온 홍콩의 액션 영화이며, 임영동 감독이 연출하였고 유덕화, 관지림, 오천련, 그리고 반 다크홈이 출연하였다. 영화는 홍콩을 넘어 필리핀, 호주와 미국 샌프란시스코에서 촬영되었다. 임영동 감독은 이 작품을 찍은 후 1996년 할리우드로 진출하였다.

## 줄거리
캄보디아 내전 시기. CIA 소속 첩보원인 아화, 아상, 그리고 뇌룡 3인은 캄보디아 반군의 첩보를 캐내기 위해 신분을 숨기고 살아가고 있다. 전황이 나빠지자 아상은 태국으로 대피하지만 아화는 배신한 뇌룡에게 8살짜리 아들 락인을 뺀 온 가족이 몰살당한다. 홀로 남은 락인은 소식을 듣고 찾아온 아상의 양아들이 되어 태국에 살며 뇌룡에 대한 복수를 다짐한다.
20년이 흘러 공군 파일럿이 된 락인은 그러나, 홍콩 최고의 갑부가 된 뇌룡이 태국군과 무기 거래 계약을 맺었다는 신문기사를 읽고 혼란에 빠진다. 락인은 아상 몰래 친한 동생 마크와 같이 호텔에서 뇌룡 암살을 시도한다. 그러나 뇌룡은 방탄조끼로 목숨을 건지고, 뇌룡에게 붙잡혀 죽고 만다. 락인은 뇌룡의 정부 모나의 도움으로 몸을 숨긴다. 뇌룡에게서 벗어날 마음을 먹은 모나는 락인과 잠깐의 사랑을 나누고 그를 탈출하도록 돕는다.
더 이상 태국에 있을 수 없게 된 락인은 아상의 도움으로 미국 샌프란시스코로 도주한다. 그곳에서 락인은 CIA 소속이 되어 뇌룡 암살 작전에 참여하게 된다. '맨디'라는 이름으로, CIA와 거래하던 지역 마피아인 화복파의 두목이 된 락인은 뇌룡의 딸인 크리스털에게 접근하기로 한다. 그런데 크리스털은 뇌룡에게 앙심을 품고 돈을 뜯어내려는 적대 조직 흑호파의 보스 흑호에게 납치되고 만다. 이에 락인은 조직원을 이끌고 흑호를 처단한 뒤 크리스털을 데리고 나온다. 크리스털은 납치범이지만 위해도 가하지 않고 신사적으로 자신을 대하는 락인에게 호감을 가지게 된다. 흑호파의 역습으로부터 간신히 도망친 두 사람 사이에는 곧 애정이 싹튼다. 이후 락인은 크리스털의 몸값을 요구하면서 뇌룡을 찾아가고, 크리스털이 락인과 결혼을 하겠다고 선언한다. 딸을 아끼는 뇌룡은 결혼을 승낙하고, 락인은 원수의 사위가 된다.
락인과 크리스털의 결혼식 날 뇌룡은 자신과 거래하는 캄보디아 반군의 부베이 장군의 아들을 락인에게 소개한다. 그런데 그날 밤 그 아들은 홍콩 경찰에게 사살되어 버린다. 락인을 의심한 뇌룡은, 장군을 달래기 위해 대신 사위인 락인을 캄보디아로 보내 희생양으로 삼으려고 한다. 며칠 뒤 크리스털이 산부인과에 간 날, 락인은 뇌룡의 정부 모나의 연락을 받고 그녀의 호텔 방에 찾아간다. 모나는 락인이 희생양이 될 거라는 사실을 알려주면서, 또한 락인에게 마음이 있으며 함께 도망가자고 한다. 그때 크리스털이 호텔 방을 방문하고 뒤엉킨 두 사람을 목격한다. 그대로 돌려 보내면 위험하다고 판단한 모나는 크리스털을 후려쳐 죽이려고 하나, 락인이 제지한다. 이후 병원에 입원한 딸을 찾아온 뇌룡에게, 락인은 자기가 매춘부와 있는 걸 목격한 크리스털이 사고를 당했다고 둘러댄다. 한편 아상이 작전을 위해 락인을 찾아오고 그에게 추적기를 달아준다. 캄보디아로 떠나기 전, 락인은 잠든 크리스털에게 자신과 뇌룡의 관계를 고백한다. 그러자 눈을 뜬 크리스털은 적어도 직접 아버지를 죽이지는 말라고 부탁한다.
락인은 뇌룡과 함께 캄보디아로 가서 부베이 장군과 만난다. 그런데 장군은 락인의 파일럿 시절 사진과, 뇌룡의 CIA 시절 사진을 들이밀며 뇌룡을 배신자로 몰아붙인다. 반군에게 결박되자 락인은 추적기를 발동시킨다. 락인이 뇌룡의 부하 아구에게 죽을 위기에 처한 때 태국군이 공습을 시작하고 현장은 쑥대밭이 된다. 뇌룡은 아구와 함께 장군을 인질로 잡아서 달아나고, 락인이 헬리콥터를 타고 그들을 뒤쫓는다. 아구가 장군을 죽이고, 락인은 사격으로 아구를 죽인다. 어릴 적 뛰놀았던 논에서 락인은 마침내 뇌룡에게 총구를 겨눈다. 뇌룡은 락인의 정체를 알게 되자 제발 자신을 살려달라며 애원한다. 락인은 고민하다 결국 뇌룡을 죽이지 않고, 군에 처분을 넘긴다.
사건 이후 캄보디아에서 지내던 락인에게 아상이 락인의 아들과 함께 크리스털의 편지를 가지고 온다. 크리스털은 편지에서 락인은 아들을 볼 자격이 있고, 언젠가는 가족이 함께 할 수 있을 거라고 이야기한다.

## 출연진
- 유덕화 - 위락인 / 맨디
- 친페이 - 뇌룡
- 오천련 - 크리스털
- 관지림 - 모나
- 강대위 - 숙부
- 정동
- 하가구
- 오의장
- 고비
- 황백문
- 반 다크홈 - 흑호

## KBS 성우진 (1996년 9월 25일)
- 홍시호 - 소인(유덕화)
- 정경애 - 셜리(오천련)
- 강희선 - 모나(관지림)
- 문영래 - 뇌룡(친페이)
- 설영범 - 아상
- 이근욱
- 유해무
- 안종익
- 장승길
- 신상숙
- 이재용
- 한호웅
- 손선근